# Голиндуха Персијска
Голиндуха  ( - 591.) је била племкиња Сасанидског царства, пореклом из Вавилона. Преобраћена у хришћанство. Била је заточена у Тврђави заборава где је страдала и постала светица.
Примила је хришћанство за време владавине цара Хозроја I или Хормизда IV, и јавно је мучена и погубљена, 591. године, у Мабагу, после притвора непознатог трајања.
Ступила је у брак с персијским волхом, и живела у браку три године. Након виђења напустила је мужа и крстила се. На крштењу добила је име Марија. У току прогона хришћана осуђена је на доживотну тамницу. У тамници је провела 18 година, не поколебавши се у вери. Задивљени њеним страдањем, многи Персијанци су примили Христову веру. Посетила је Јерусалим, где изобличи јерес Севирову, која је учио, да је божанство у Христу пострадало.